# 森巧
森巧（日语：／ Mori Takumi，1963年10月5日—），日本男子摔跤运动员。他曾代表日本参加1986年、1990年和1994年亚洲运动会摔跤比赛，获得一枚银牌和二枚铜牌。他也曾参加1992年夏季奥林匹克运动会。